# Leapmotor B10
La Leapmotor B10 est un SUV compact 100 % électrique du constructeur automobile chinois Leapmotor.

## Présentation
La B10 est présentée au Mondial de l'automobile de Paris 2024.